# A4 (Frankrijk)

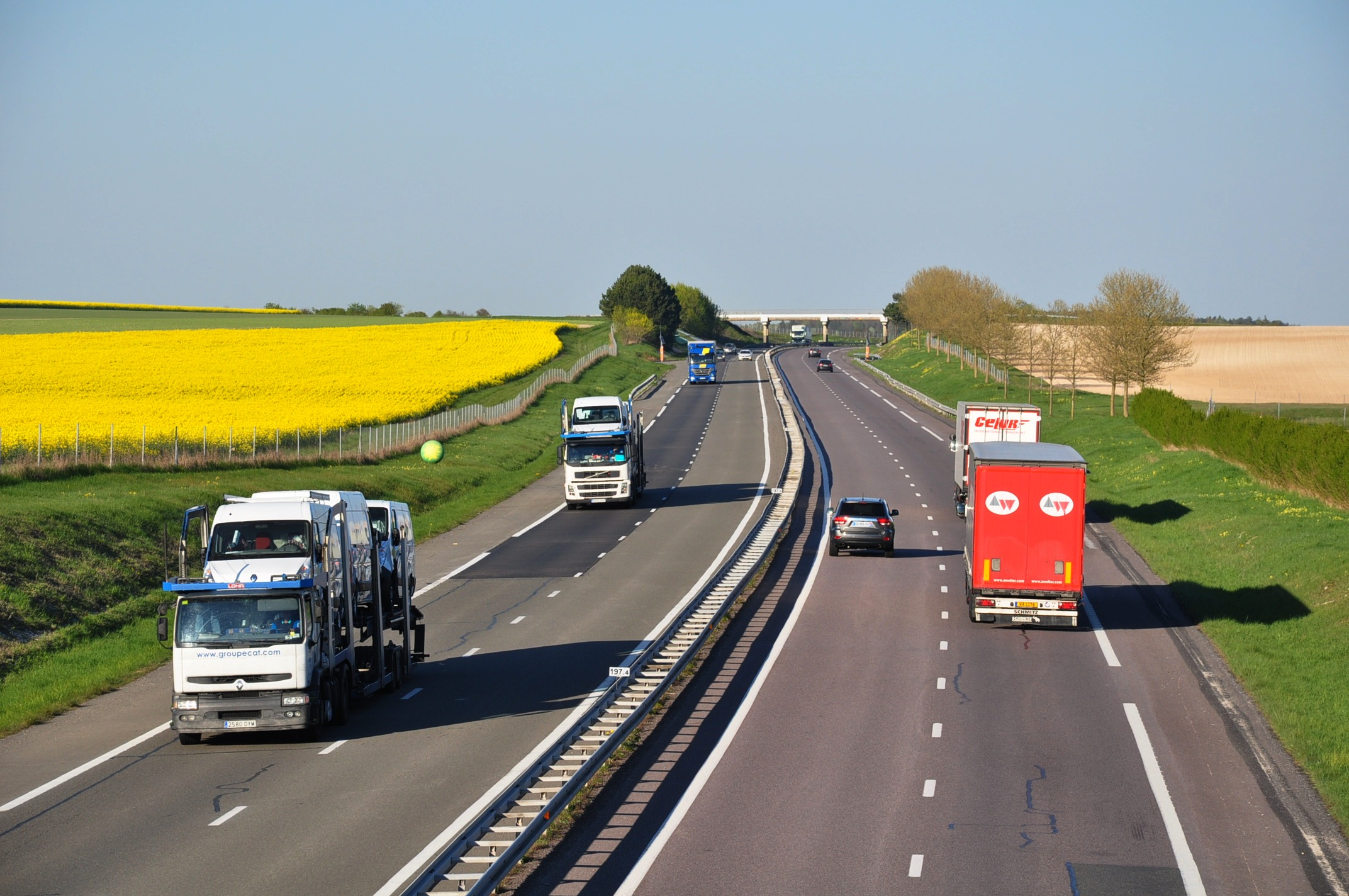
De A4 bij Auve in het departement Marne

Autoroute 4 (A4, ook wel de Autoroute de l'Est genoemd) is een autosnelweg in het noorden van Frankrijk die de hoofdstad Parijs via de steden Reims en Metz in het oosten verbindt met de Franse stad Straatsburg. Privé-bedrijf Sanef, een dochter van het Spaanse Abertis, heeft de A4 in concessie tot 31 december 2032.
De A4 is de derde langste autosnelweg van Frankrijk, na de A89 (544 km) en de A10 (543 km). De A4 loopt door de regio's Grand Est, Hauts-de-France en Île-de-France.
Tezamen met de spoorlijn RER A vormt de A4 een van de twee structurerende assen van de nieuwe stad Marne-la-Vallée, waartoe ook het pretpark Disneyland Paris behoort. Men moet hiervoor bij Parijs de afslag Marne-la-Vallée Val d’Europe (14) nemen.

## Geschiedenis
De bouw van de A4 startte in 1970 aan de oostzijde van Parijs. De belangrijkste delen werden in gebruik genomen in 1975 en 1976. In 1982 werden de A32 (Metz-Merlebach, bouwjaar 1971) en de A34 (Merlebach-Strasbourg, bouwjaar 1976) omgenummerd naar A4. De laatste toevoeging aan de A4 was de omleiding bij Reims in die afgewerkt werd in 2010.